# Descarga de corona
Descarga de corona, em eletricidade, é uma descarga elétrica produzida quando há um campo elétrico suficientemente intenso para promover a ionização do ar – intensidade da ordem de 106 V/m no ar a 1 atm. Um gerador de Van de Graaff usa tal descarga para aplicar uma carga elétrica positiva sobre uma correia móvel mediante a aplicação de alta tensão positiva a um condutor dotado de uma ponta.